# Villa Rotonda

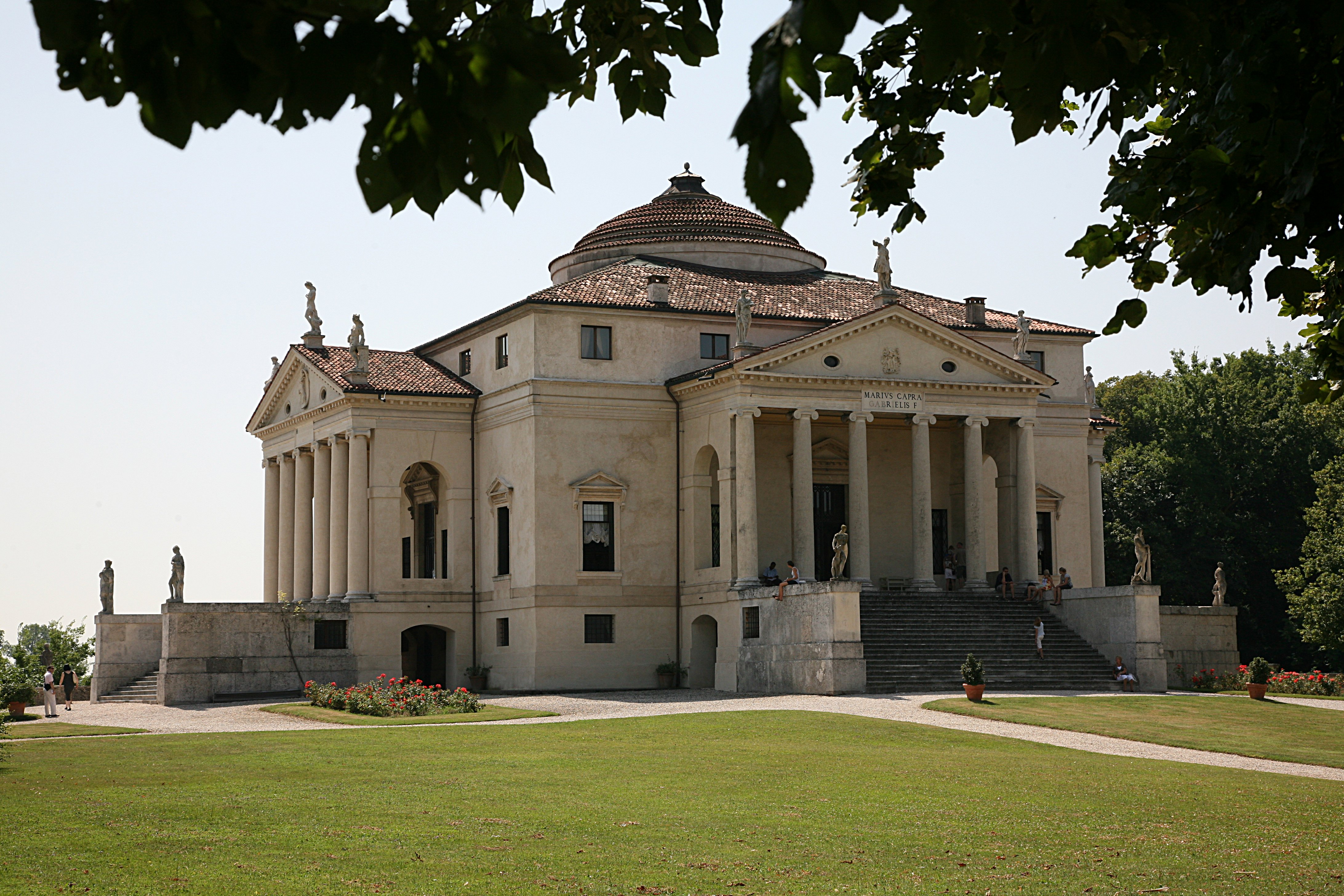
Villa Rotonda.

Villa Rotonda, egentligen Villa Almerico Capra, är en renässansbyggnad utanför Vicenza i norra Italien. Den ritades av arkitekten Andrea Palladio och uppfördes mellan 1566 och 1591. Villa Rotonda upptogs på Unescos världsarvslista år 1994. Villa Rotonda har fyra portiker, var och en försedd med sex joniska kolonner. 